# Innocent Emeghara
Innocent Nkasiobi Emeghara (Lagos, 27 de maio de 1989) é um futebolista profissional suíço que atua como atacante, atualmente defende o San Jose Earthquakes.

## Carreira
Innocent Emeghara fez parte do elenco da Seleção Suíça de Futebol da Olimpíadas de 2012.